# Fels (Presseck)
Fels ist ein Gemeindeteil des Marktes Presseck im Landkreis Kulmbach (Oberfranken, Bayern). Fels liegt in der Gemarkung Heinersreuth.

## Geografie
Die im Wesentlichen aus einem Gasthof bestehende Einöde liegt vier Kilometer nördlich von Presseck sowie dreieinhalb Kilometer nordwestlich von Heinersreuth. Der Ort befindet sich am linken Ufer der Wilden Rodach, zwischen dem 583 Meter hohen Schübelberg im Südosten und einem Ausläufer des 596 Meter hohen Köstenberges im Westen. Das architektonisch an ein Schlösschen erinnernde Gasthaus steht auf einem Felsvorsprung, der den Flusslauf der Wilden Rodach um etwa zehn Meter überragt. Die über Wallenfels von Kronach kommende Bundesstraße 173 führt unmittelbar nördlich des Ortes sowie jenseits der Landkreisgrenze vorbei und verläuft weiter nach Schwarzenbach am Wald. Von der Bundesstraße kann Fels über eine schmale und wenig tragfähige Brücke angefahren werden, außerdem liegt direkt östlich davon eine durch das Flussbett der Wilden Rodach führende Furt. Da es sich hierbei um die einzige öffentliche Straßenanbindung des Ortes handelt, ist die Einöde vom übrigen Pressecker Gemeindegebiet aus nur über gemeindefremdes Gebiet erreichbar.

## Geschichte
Die Ursprünge des kleinen Ortes gehen auf eine Waldschänke zurück.
Mit dem Gemeindeedikt wurde Fels dem 1808 gebildeten Steuerdistrikt Heinersreuth und der im selben Jahr gebildeten Ruralgemeinde Heinersreuth zugewiesen. Bei der Vergabe der Hausnummern erhielt Fels die Nummer 42 des Ortes Elbersreuth. Am 1. Januar 1978 wurde Fels im Rahmen der Gebietsreform in Bayern in die Gemeinde Presseck eingegliedert.

### Einwohnerentwicklung
| Jahr      | 001818 | 001861 | 001871 | 001885 | 001900 | 001925 | 001950 | 001961 | 001970 | 001987 |
| Einwohner |        | 8      | 6      | 12     | 5      | 6      | 4      | 7      | 5      | 4      |
| Häuser    | 1      |        |        | 1      | 1      | 1      | 1      | 1      |        | 1      |
| Quelle    | [ 6 ]  | [ 10 ] | [ 11 ] | [ 12 ] | [ 13 ] | [ 14 ] | [ 15 ] | [ 16 ] | [ 17 ] | [ 1 ]  |

## Religion
Die Protestanten sind nach Heilige Dreifaltigkeit (Presseck) und die Katholiken nach St. Thomas (Wallenfels) gepfarrt.